# Beki İkala Erikli
Beki Ikala Erikli (nascida Beki Çukran, 1968 – 15 de dezembro de 2016) foi uma autora de livros de auto-ajuda turca. Ela foi morta a tiros em Istambul, em 15 de dezembro de 2016.